# 경갑룡
경갑룡(景甲龍, 1930년 12월 15일 ~ 2020년 12월 16일)은 천주교 대전교구 제3대 교구장이다. 세례명은 요셉이다.
서울 출생으로 중동고등학교를 거쳐 가톨릭대학 신학부를 1962년 12월 21일 졸업하면서 사제서품을 받았다. 1984년 7월 12일 제3대 대전교구장에 임명되었고 2005년 4월 1일 은퇴할 때까지 재임하였다. 1985년부터 1989년까지는 천주교 군종교구의 전신인 한국 천주교 군종신부단 제8대 총재직을 맡았다.